# Frătești (gmina)
Frătești – gmina w Rumunii, w okręgu Giurgiu. Obejmuje miejscowości Cetatea, Frătești i Remuș. W 2011 roku liczyła 5361 mieszkańców. 